# Cardiotossicità
La cardiotossicità è la capacità di alcune sostanze chimiche di provocare un danno cardiaco sul piano della conduzione elettrica o della contrattilità muscolare. Le sostanze cardiotossiche possono provocare insufficienza cardiaca, aritmie, miocarditi e cardiomiopatie. Alcuni effetti cardiotossici sono reversibili, mentre in altri casi i danni strutturali e funzionali possono essere permanenti. Più in generale, il danno cardiaco si manifesta con una riduzione della gittata sistolica e dell'eiezione ventricolare.
La cardiotossicità può essere causata da terapie farmacologiche (in tal caso prende il nome di cardiotossicità farmacologica) o da altri trattamenti, come la radioterapia.
Tra i danni cardiaci non dovuti a terapie figurano complicanze dell'anoressia nervosa, effetti avversi dell'ingestione o inalazione di metalli pesanti  e l'uso di alcune sostanze stupefacenti, come la cocaina, che risultano cardiotossiche se assunte per lungo tempo e in quantità massicce; alcuni farmaci, normalmente ben tollerati, possono determinare danni cardiaci se somministrati con posologia errata: è il caso, ad esempio, della bupivacaina, un anestetico locale.
La cardiotossicità può svilupparsi a seguito di differenti dinamiche. Sebbene spesso eziologie diverse condividano lo stesso meccanismo d'azione, esso generalmente varia in base alla specifica sostanza tossica; l'entità del quadro clinico varia in base al tipo di sostanza responsabile, alla dose e alla modalità di assunzione della sostanza, nonché alle condizioni cliniche di base dell'individuo (chi ha patologie cardiovascolari pregresse, ad esempio, ha spesso una diminuita tolleranza verso gli agenti cardiotossici). Pare che il meccanismo primario di tossicità cellulare sia lo stress ossidativo patito dai miociti cardiaci. Si ritiene che le specie reattive dell'ossigeno (ROS) eludano i naturali meccanismi antiossidanti delle cellule cardiache, causando danni cellulari diretti. Questo stress ossidativo può compromettere la funzione mitocondriale, interrompendo quindi la produzione di energia nel miocardio, favorendo conseguentemente la morte cellulare mediante processi necrotici o apoptotici.
Altri meccanismi di cardiotossicità includono processi infiammatori, danni al DNA e l'interruzione di alcune vie di segnalazione cellulare. Questi ultimi due meccanismi sono tipicamente indotti da farmaci.
Indipendentemente dalla dinamica citopatologica che le caratterizza, le sostanze cardiotossiche possono generare quadri clinici anche molto gravi, aumentando significativamente i tassi di mortalità e di letalità dei soggetti interessati da queste intossicazioni.

## Eziologia
L'elenco dei composti cardiotossici è vasto e comprende diverse classi di medicinali e agenti ambientali. Tra i farmaci antitumorali sono comprese le antracicline, in particolare la doxorubicina; anche agenti alchilanti, come la ciclofosfamide, possono produrre danni cardiaci. È stata inoltre documentata un'attività cardiotossica da parte degli inibitori di HER2/neu (fattore di crescita espresso sulla superficie di molte cellule neoplastiche), di alcuni inibitori delle tirosin chinasi, di alcuni antimetaboliti e degli inibitori dei proteasomi.
Altri farmaci potenzialmente cardiotossici sono alcuni antipsicotici, come la tioridazina, i cui effetti sul cuore sono testimoniati dall'allungamento dell'intervallo QT del tracciato elettrocardiografico. L'aumento di durata dell'intervallo QT può verificarsi anche con antibiotici, soprattutto l'eritromicina e la levofloxacina.
Tra le cause extrafarmacologiche, si annovera l'esposizione a metalli pesanti come il piombo o il mercurio; hanno un effetto cardiotossico anche molti pesticidi, in particolare gli organofosfati.
L'alcol etilico, in caso di dipendenza di lungo periodo, può provocare la miocardiopatia alcolica. Anche svariate droghe, ma soprattutto la cocaina e la metanfetamina, hanno un potenziale dannoso nei riguardi del tessuto cardiaco.
Altre cause di cardiotossicità sono alcune tossine prodotte in natura da microrganismi, come la tossina difterica, prodotta dal batterio Corynebacterium diphtheriae. Anche la radioterapia prolungata può portare ad un quadro di cardiomiopatia da radiazioni.

## Trattamento
È fondamentale individuare le sostanze alla base del danneggiamento cardiaco e interrompere il prima possibile l'esposizione ad esse. Il susseguente trattamento varia a seconda della tipologia e dell'entità del danno riportato, ma generalmente segue le linee guida per le varie possibili condizioni patologiche, come l'insufficienza cardiaca, le aritmie e le miocarditi.
I pazienti sottoposti a terapia con antracicline possono assumere il dexrazoxano come agente cardioprotettore per impedire l'insorgenza dei danni cardiaci o, se questi sono già presenti, per prevenire la loro progressione.